# Южен черен кит
Южен черен кит още Арнуксов клюномуцунест кит (Berardius arnuxii) е вид бозайник от семейство Hyperoodontidae.

## Разпространение
Видът е разпространен в Австралия (Тасмания и Южна Австралия), Антарктида, Аржентина, Бразилия (Сао Пауло), Нова Зеландия (Чатъм), Уругвай, Фолкландски острови, Френски южни и антарктически територии (Кергелен и Крозе), Хърд и Макдоналд, Чили, Южна Африка (Западен Кейп и Източен Кейп) и Южна Джорджия и Южни Сандвичеви острови.